# Convenience Food
Convenience Food [ˌkən.ˈviːnjəns fuːd] ⓘ oder Convenience-Lebensmittel ist ein aus dem Englischen entlehnter Begriff für „bequemes Essen“ (englisch convenience für „Bequemlichkeit“, englisch food für „Essen“). Damit werden vorgefertigte Lebensmittel bezeichnet, bei denen der Nahrungsmittelhersteller bestimmte Be- und Verarbeitungsstufen übernimmt, um die weitere Zubereitung in Privathaushalten, in der Gastronomie oder bei der Gemeinschaftsverpflegung zu erleichtern. 
Während Convenience-Produkte für den Endverbraucher meist verzehrfertig sind oder nur noch erhitzt werden müssen, bezieht sich der Begriff im gastronomischen Bereich auch auf Produkte, bei denen lediglich ein Verarbeitungsschritt vorweggenommen wurde, der zuvor vom Koch selber ausgeführt werden musste:
- Zu den Convenience Food-Produkten für den Endverbraucher gehören Fertiggerichte, Tiefkühlgerichte, Instantnudeln, Snackriegel und Konserven. Zum Mitnehmen angebotene Speisen der Systemgastronomie werden hingegen meist als Fast-Food bezeichnet.
- Zu den in der Gastronomie verwendeten Convenience Produkten gehören beispielsweise Flüssigei, Fleischextrakte und Gewürzpasten mit Umami-Aromen, Teigmischungen sowie tiefgekühlte Back- und Teigwaren zum Aufbacken.

## Einteilung
Das Lexikon der Ernährung unterteilt Convenience Food in teilfertige und verzehrfertige Lebensmittel („Fertiggerichte“). Letztere sind „Lebensmittelzubereitungen, die vollständige Mahlzeiten ergeben, die so gegessen werden oder evtl. noch kurz aufgewärmt werden müssen.“ Teilfertige Lebensmittel werden dagegen unterteilt in küchenfertige Lebensmittel, die vor dem Garen noch vorbereitet werden müssen wie z. B. Gemüse, Früchte oder zerlegtes Fleisch; garfertige Lebensmittel, die nur gegart werden müssen wie z. B. fertig zubereitetes Gemüse, mariniertes Fleisch sowie zubereitungsfertige Lebensmittel, die vorbereitet und gegart sind und nur erwärmt oder vermischt werden müssen wie zum Beispiel Menüs oder Menükomponenten. Das Lexikon des Ernährungsportals Baden-Württemberg nennt folgende Kategorien und Beispiele:
- küchenfertig (z. B. unzubereitetes Tiefkühl-Gemüse, Fischfilet, Mischsalat, Backmischung, Krustaden)
- garfertig (z. B. Nudeln, Schnitzel paniert, Tiefkühl-Pommesfrites)
- aufguss-/anrührfertig (z. B. Kartoffelpüreepulver, Instantgerichte, beispielsweise Tütensuppe)
- zubereitungs-/regenerierfertig (z. B. Konserven, Tiefkühl-Fertiggerichte, Mikrowellengerichte, Tiefkühltorte)
- verzehrfertig (z. B. Fischkonserven, Backwaren, Fingerfood, Fast-Food, Schokoriegel, Speiseeis oder Fruchtjoghurt)[2]

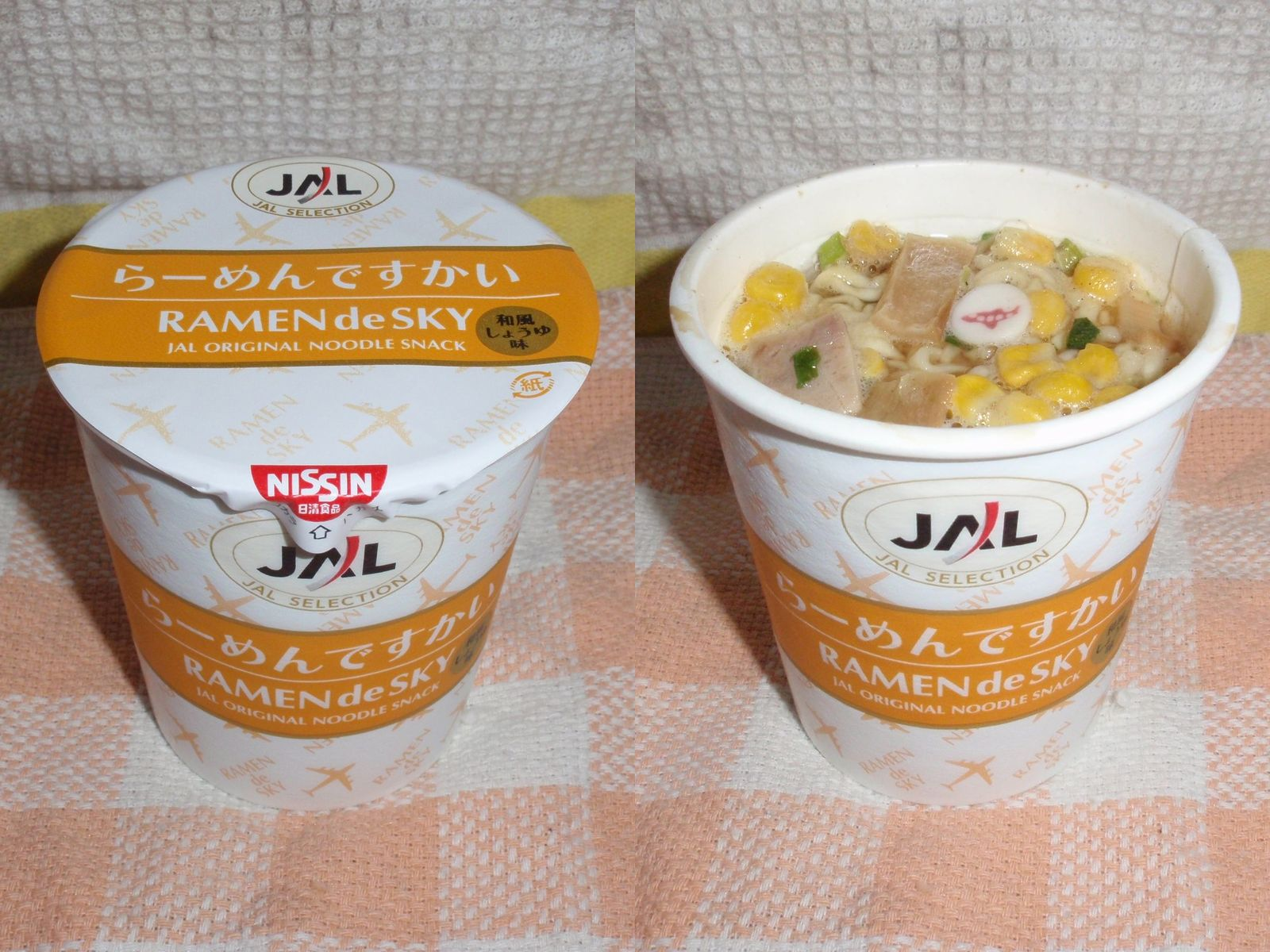
Zubereitete Instant-Nudelsuppe
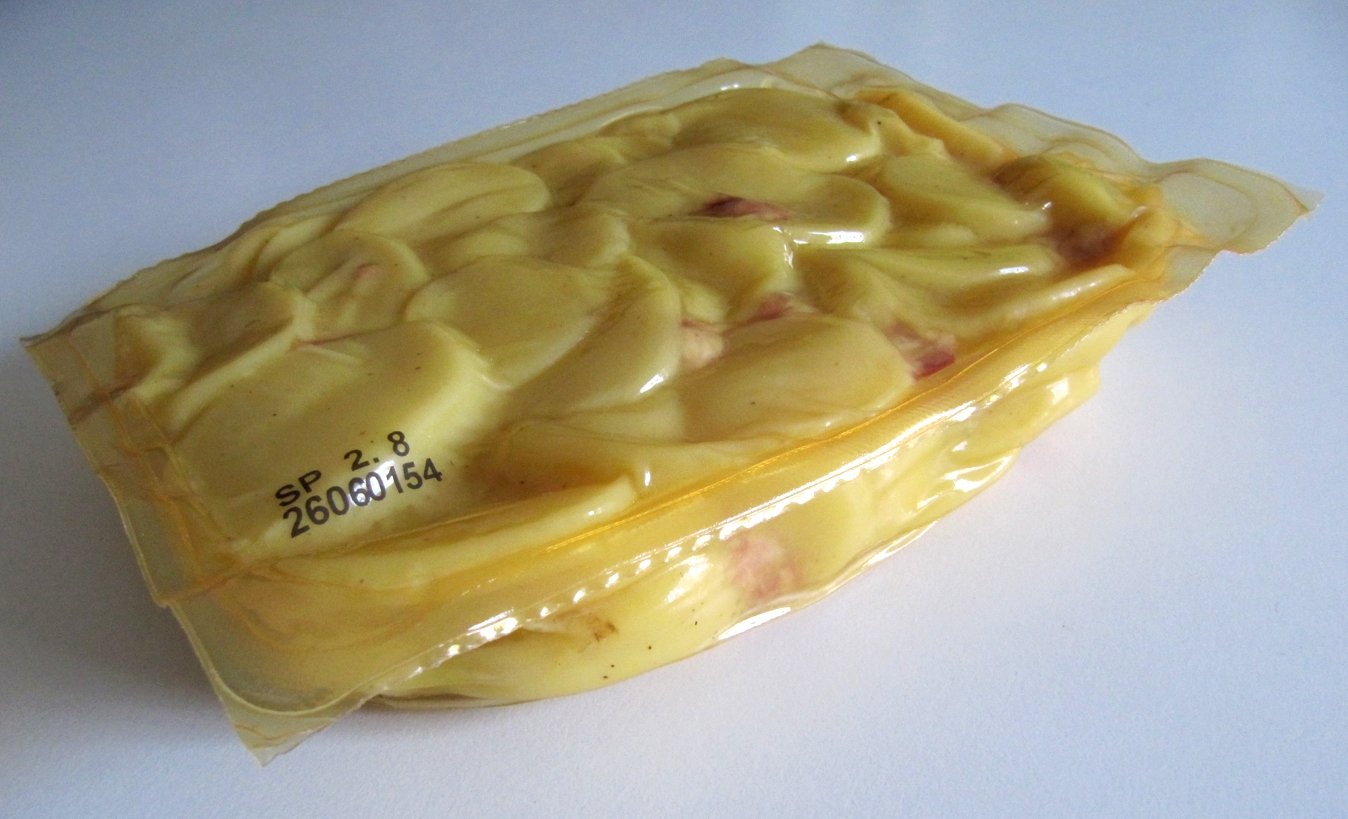
Bratkartoffeln mit Speck aus dem Supermarkt
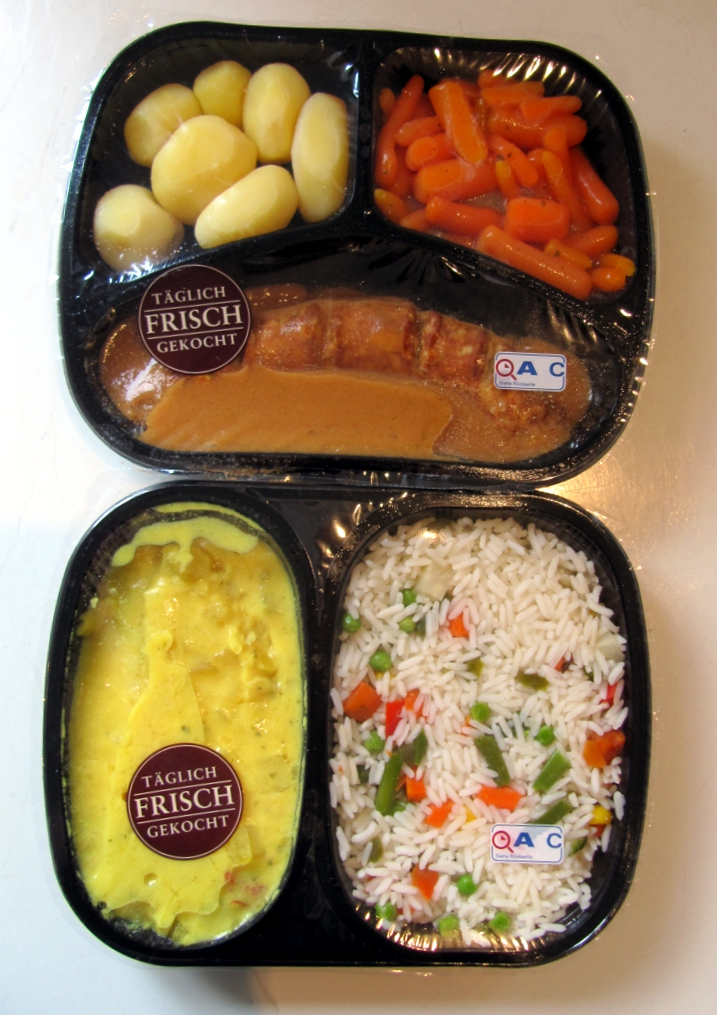
Mikrowellen-Fertiggerichte aus dem Supermarkt
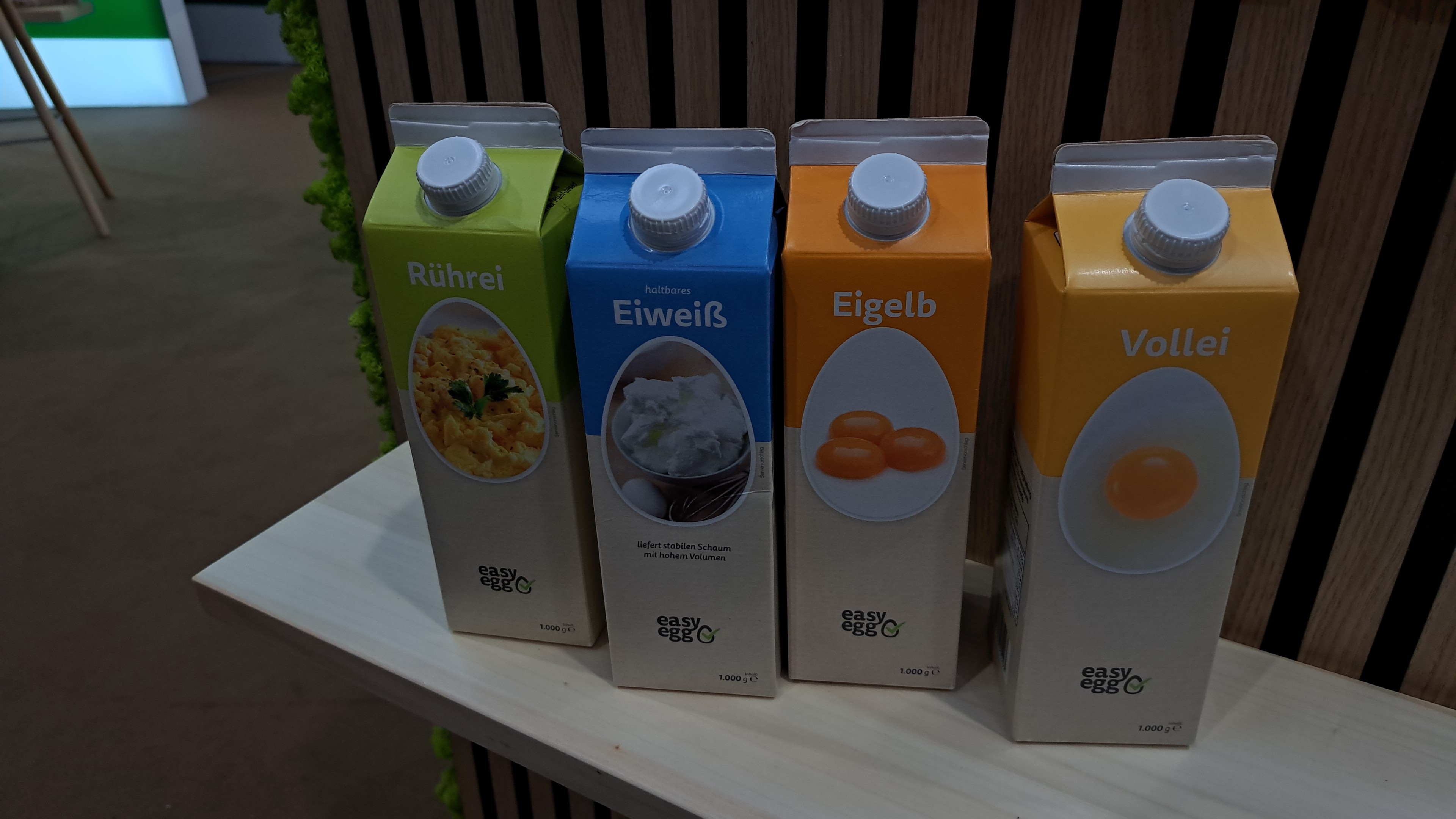
Flüssigei für die Gastronomie am Stand von Moos-Butzen auf der Messe Eurotier 2024